# Ladányi Károly
Ladányi Károly (Nagyszalonta, 1928. január 3. – Budapest, 1995. december 6.) villamosmérnök, fizikus.

## Életpályája
1928. január 3-án született Nagyszalontán, pedagógus családban. Tanulmányait a Szatmárnémeti Református Gimnáziumban végezte. Tanára, Pajzos Bálint már a gimnáziumi évei alatt megszerettette vele az elméleti fizikát: felismerve a fiatal diák tehetségét, már ekkor kezébe adta Ortvay és Gombás Pál jegyzeteit. 1946-ban érettségizett, és mivel tudomására jutott, hogy Gombás Pál és Bay Zoltán a Budapesti Műegyetemen tanítanak, a Műegyetem Villamosmérnöki Karára iratkozott be, ahol már harmadéves korától demonstrátorként dolgozott a BME Fizikai Intézetében. Gombás Pál felismerve tehetségét, munkát adott neki, majd 1951-ben, miután lediplomázott, felvette aspiránsnak. Ezzel örökre eljegyezte magát az elméleti fizikával.
1955-ben szerezte meg a kandidátusi címet, és megjelentek első közös cikkei is Gombás Pállal a nemesfémek elméletéről. 
1954-től az MTA–BME Elméleti Fizikai Kutatócsoport tudományos munkatársa lett. Kidolgozta Hellmann pszeudopotenciáljának általánosítását. Ezután Gombás Pál már hagyta, hogy szabadon válasszon témát. Számos cikket írt a statisztikus atommodellekről.
Közben érdeklődése a relativisztikus kvantumtérelmélet felé fordult. 1958-ban egyik cikkében a Tamm–Dancoff közelítő módszert alkalmazta Heisenberg relativisztikus spinorelméletére. Werner Heisenberg észrevette Ladányi Károly művét, és annyira érdekesnek találta, hogy meghívta őt a Müncheni Max Planck Intézetbe. Az itt töltött másfél év (1962–1963) és a Heisenberggel való találkozás nagy élmény volt számára. Heisenberg egyenlő partnerként tárgyalt vele, és nagyra becsülte a fiatal magyar fizikust. Ebben az időben számos cikket írt a nemlineárisspinor-elméletről.
Vizsgálatai meggyőzték arról, hogy a kvantumtérelmélet egyik legalapvetőbb kérdése a relativisztikus kötöttállapot-probléma. Visszatért a Bethe–Salpeter-egyenlet vizsgálatához, amelyet egy 1960-as cikkében a Thirring-modellre alkalmazott. 
1967–1968-as második és 1970-es harmadik müncheni tartózkodása, valamint 1971–1972-ben Tübingenben való vendégprofesszorsága idején, C. Schwartz és C. Zemach munkájából kiindulva olyan eljárásokat dolgozott ki a skaláris és a spinor-spinor Bethe–Salpeter- (BS) egyenletre, amelyek a BS-hullámfüggvény Wick-rotációval nyert alakjának 0(4) parciálishullám-amplitúdók szerinti kifejtésén alapulnak. A kötött állapotokra levezette a radiális BS-hullámfüggvények csatolt differenciálegyenlet-rendszerét. A sajátérték-feladatokat variációs és diagonalizációs programokkal oldotta meg. A legkisebb hibanégyzet módszerrel végzett vizsgálatokat a skalár BS-egyenlet szórási tartományában.
Munkáját Gombás Pál halála után az MTA-ELTE Elméleti Fizika Kutatócsoportjában folytatta. 1972-ben már ide tért vissza, itt dolgozott a vektor-spinor BS-egyenlet 0(4) formalizmusban való leírásán. 1974-ben Novobátzky Károly-díjjal tüntették ki a BS-egyenlet vizsgálata során elért eredményeiért.
1982-ben megszerezte a fizikai tudomány doktora címet is, majd visszatért a nemrelativisztikus kvantumelméleti vizsgálatokhoz. Munkáit a BME Elméleti Fizika csoportjának kutatóival együttműködve végezte. A legkisebb hibanégyzet módszert javasolta a kvantummechanikai szórásproblémák variációs módszerrel való vizsgálata során fellépő anomális „rezonanciák” kiküszöbölésére Szondy Tamással együttműködve. Gazdy Bélával együtt pedig a Rayleigh–Ritz variációs módszert alkalmazta a Dirac-egyenlet kötött állapot problémájára. 
Dolgozott ezen kívül Apagyi Barnabással, Lévay Péterrel és Nagy Istvánnal is, és számos értékes cikket jelentetett meg a kvantummechanikai szórási feladatok közelítő módszereinek megbízhatóságát vizsgáló módszerekről.
Kutatómunkája mellett héjfizika-előadást és számos speciális előadást tartott rendszeresen fizikus hallgatóknak. 1985-től az ELTE címzetes egyetemi tanára. 1983-ban Kiváló Munkáért érdemérmet, 1995-ben a Magyar Tudományos Akadémia Fizikai Osztályának Fődíját kapta.
Budapesten hunyt el 67 évesen, 1995. december 6-án.

## Díjai
- Kiváló Munkáért Érdemérem (1983)
- Akadémiai Díj (1995)